# Lars-Åke Skalin
Lars-Åke Skalin, född 14 januari 1942, är en svensk litteraturvetare som varit professor i litteraturvetenskap vid Örebro universitet.

## Priser och utmärkelser
- 1997 – Schückska priset